# Paratetrapedia flavopicta
Paratetrapedia flavopicta är en biart som först beskrevs av Cockerell 1931.  Paratetrapedia flavopicta ingår i släktet Paratetrapedia och familjen långtungebin. Inga underarter finns listade i Catalogue of Life.